# Xã Chester, Quận Logan, Illinois
Xã Chester (tiếng Anh: Chester Township) là một xã thuộc quận Logan, tiểu bang Illinois, Hoa Kỳ. Năm 2010, dân số của xã này là 669 người.